# Stamp!
A Stamp! a Scandal japán pop-rock együttes huszonnegyedik kislemeze, amely 2015. július 22-én jelent meg az Epic Records Japan gondozásában.

## Háttér
A kislemezt a Scandal World Tour 2015: Hello World elnevezésű világ körüli turnéjuk alatt írták és vették fel. A lemez „amerikai pop-rock” stílusú címadó dalát Szaszazaki írta. A kiadvány hangmérnöke a háromszoros Grammy-díjas Tom Lord-Alge. A kislemez borítóit Szuzuki fényképezte a turné amerikai állomása alatt egy hotelszobában. A Stamp!-et 2015. július 1-jén jelentette be az Epic Records Japan. A kiadvány korlátozott példányszámú változatai mellé egy-egy, a 2015. április 12-én a Tokyo International Forum színpadán felvett koncertfelvételekből álló DVD-t is csomagoltak. A kislemez dalait 2015 márciusában írták és áprilisában, a Scandal World Tour 2015: Hello World című világ körüli turnéjuk alatt vették fel.
A dal videóklipjét 2015. július 8-án jelentették meg az együttes YouTube-csatornáján. A videót 2015. júniusának közepén, Guam utcáin forgatták, így ez a zenekar első klipje, melyet Japánon kívül vettek fel. A videóban Szaszazaki életében először vezetett balkormányos autót, egy 2014-es Ford Mustangot. A Stamp! a zenekar első videóklipje, melyben nem játszanak hangszeren.

## Számlista
| CD (ESCL-4478 / ESCL-4480 / ESCL-4482) | CD (ESCL-4478 / ESCL-4480 / ESCL-4482) | CD (ESCL-4478 / ESCL-4480 / ESCL-4482) | CD (ESCL-4478 / ESCL-4480 / ESCL-4482) | CD (ESCL-4478 / ESCL-4480 / ESCL-4482) | CD (ESCL-4478 / ESCL-4480 / ESCL-4482) | CD (ESCL-4478 / ESCL-4480 / ESCL-4482) | CD (ESCL-4478 / ESCL-4480 / ESCL-4482) | CD (ESCL-4478 / ESCL-4480 / ESCL-4482) | CD (ESCL-4478 / ESCL-4480 / ESCL-4482) |
|                                        | Cím                                    | Dalszöveg                              | Zene                                   | Hangszerelő                            | Hossz                                  |                                        |                                        |                                        |                                        |
| -------------------------------------- | -------------------------------------- | -------------------------------------- | -------------------------------------- | -------------------------------------- | -------------------------------------- | -------------------------------------- | -------------------------------------- | -------------------------------------- | -------------------------------------- |
| 1.                                     | Stamp!                                 | Mami                                   | Mami                                   | Tamai Kendzsi, Tobinai Maszairo        | 4:26                                   |                                        |                                        |                                        |                                        |
| 2.                                     | Flashback No.5                         | Scandal, Tamai Kendzsi                 | Mami, Tamai Kendzsi                    | Tamai Kendzsi, Momita Rui              | 3:52                                   |                                        |                                        |                                        |                                        |
| 3.                                     | Stamp! (Instrumental)                  | —                                      | Mami                                   | Tamai Kendzsi, Tobinai Maszairo        | 4:26                                   |                                        |                                        |                                        |                                        |
| 12:50                                  |                                        |                                        |                                        |                                        |                                        |                                        |                                        |                                        |                                        |

| Scandal World Tour 2015: Hello World (2015.4.12 at Tokyo International Forum Hall A), DVD (ESCL-4479) | Scandal World Tour 2015: Hello World (2015.4.12 at Tokyo International Forum Hall A), DVD (ESCL-4479) | Scandal World Tour 2015: Hello World (2015.4.12 at Tokyo International Forum Hall A), DVD (ESCL-4479) | Scandal World Tour 2015: Hello World (2015.4.12 at Tokyo International Forum Hall A), DVD (ESCL-4479) | Scandal World Tour 2015: Hello World (2015.4.12 at Tokyo International Forum Hall A), DVD (ESCL-4479) | Scandal World Tour 2015: Hello World (2015.4.12 at Tokyo International Forum Hall A), DVD (ESCL-4479) | Scandal World Tour 2015: Hello World (2015.4.12 at Tokyo International Forum Hall A), DVD (ESCL-4479) | Scandal World Tour 2015: Hello World (2015.4.12 at Tokyo International Forum Hall A), DVD (ESCL-4479) | Scandal World Tour 2015: Hello World (2015.4.12 at Tokyo International Forum Hall A), DVD (ESCL-4479) | Scandal World Tour 2015: Hello World (2015.4.12 at Tokyo International Forum Hall A), DVD (ESCL-4479) |
| | Cím                                                                                                   | Dalszöveg                                                                                             | Zene                                                                                                  | Hangszerelő                                                                                           | Hossz                                                                                                 | | | | |
| --- | --- | --- | --- | --- | --- | --- | --- | --- | --- |
| 1. | Sunkan Sentimental (瞬間センチメンタル; Érzelmes pillanat)                                            | Scandal, Kobajasi Nacumi                                                                              | Tadzsika Juicsi                                                                                       | Kavagucsi Keita                                                                                       | 4:01                                                                                                  | | | | |
| 2. | Scandal Baby                                                                                          | Tomomi, Tadzsika Juicsi                                                                               | Tadzsika Juicsi                                                                                       | Kavagucsi Keita, Tadzsika Juicsi                                                                      | 5:18                                                                                                  | | | | |
| 3. | Onegai Navigation (お願いナビゲーション; Útbaigazítást, kérlek!)                                      | Rina                                                                                                  | Mami                                                                                                  | Mami, Kavagucsi Keita                                                                                 | 3:41                                                                                                  | | | | |
| 4. | Kagen no cuki (下弦の月; Fogyó hold)                                                                  | Jamagucsi Takasi                                                                                      | Jamagucsi Takasi                                                                                      | Jamagucsi Takasi                                                                                      | 4:12                                                                                                  | | | | |
| 17:13                                                                                                 | | | | | | | | | |

| Scandal World Tour 2015: Hello World (2015.4.12 at Tokyo International Forum Hall A), DVD (ESCL-4481) | Scandal World Tour 2015: Hello World (2015.4.12 at Tokyo International Forum Hall A), DVD (ESCL-4481) | Scandal World Tour 2015: Hello World (2015.4.12 at Tokyo International Forum Hall A), DVD (ESCL-4481) | Scandal World Tour 2015: Hello World (2015.4.12 at Tokyo International Forum Hall A), DVD (ESCL-4481) | Scandal World Tour 2015: Hello World (2015.4.12 at Tokyo International Forum Hall A), DVD (ESCL-4481) | Scandal World Tour 2015: Hello World (2015.4.12 at Tokyo International Forum Hall A), DVD (ESCL-4481) | Scandal World Tour 2015: Hello World (2015.4.12 at Tokyo International Forum Hall A), DVD (ESCL-4481) | Scandal World Tour 2015: Hello World (2015.4.12 at Tokyo International Forum Hall A), DVD (ESCL-4481) | Scandal World Tour 2015: Hello World (2015.4.12 at Tokyo International Forum Hall A), DVD (ESCL-4481) | Scandal World Tour 2015: Hello World (2015.4.12 at Tokyo International Forum Hall A), DVD (ESCL-4481) |
| | Cím                                                                                                   | Dalszöveg                                                                                             | Zene                                                                                                  | Hangszerelő                                                                                           | Hossz                                                                                                 | | | | |
| --- | --- | --- | --- | --- | --- | --- | --- | --- | --- |
| 1. | Graduation                                                                                            | Haruna                                                                                                | Haruna                                                                                                | Acusi                                                                                                 | 4:51                                                                                                  | | | | |
| 2. | Hon vo jomu (本を読む; Olvastam egy könyvet)                                                          | Mami                                                                                                  | Mami                                                                                                  | Mami, Kavagucsi Keita                                                                                 | 3:54                                                                                                  | | | | |
| 3. | Kan Beer (缶ビール; Dobozos sör)                                                                      | Tomomi                                                                                                | Tomomi                                                                                                | Kavagucsi Keita                                                                                       | 4:17                                                                                                  | | | | |
| 4. | Ojaszumi (おやすみ; Jó éjszakát!)                                                                     | Rina                                                                                                  | Rina                                                                                                  | Keita Kavagucsi                                                                                       | 5:17                                                                                                  | | | | |
| 18:24                                                                                                 | | | | | | | | | |